# Ferguson P99
Chronologie des modèles (1961 - 1961)
La Ferguson P99 est une monoplace de Formule 1 conçue en 1961 par Ferguson Research pour l'écurie Rob Walker Racing Team et engagée dans  la saison 1961 du championnat du monde de Formule 1. Elle avait pour principale caractéristique d'être dotée d'une Transmission intégrale. Elle était motorisée par un bloc Climax 1,5 L. La Ferguson P99 détient deux records : celui de la première monoplace de Formule 1 dotée d'une transmission intégrale et celui de la dernière voiture à moteur en position avant à s'imposer dans un Grand Prix.

## Création de la monoplace
La P99 est née de la rencontre en 1960 de Fred Dixon et Tony Rolt, intéressés par l'introduction de la transmission intégrale en course automobile, et de l'industriel Harry Ferguson, désireux de promouvoir la technique de transmission intégrale de sa société, le fabricant de tracteurs Massey Ferguson. Les solutions techniques adoptées (répartition de couple avant-arrière de 50/50, masse équitablement répartie sur les essieux avant et arrière, position de la boîte de vitesses) ont contraint le concepteur Claude Hill à installer le moteur en position avant, alors que les récents succès de Cooper et Lotus plaident pour la solution du moteur en position centrale.
Mais alors que la voiture était presque achevée, les autorités sportives décidèrent de réduire la taille des moteurs de F1 de 40 %, et du coup le surpoids dû à la transmission intégrale se transforma en gros handicap. Malgré tout, l'équipe réussit à adapter la voiture pour y installer un bloc standard Climax 4 cyclindres en ligne 1,5 L, monté en position inclinée pour libérer de la place pour l'arbre de transmission avant. Par ailleurs, le poste de conduite a été légèrement décentré à gauche en raison de l'espace pris par la boîte de vitesses et l'arbre de transmission arrière.

## Engagement en course
L'écurie Rob Walker engagea en course pour la première fois la Ferguson P99 à la British Empire Trophée de 1961, avec aux commandes le pilote Jack Fairman. La course s'arrêta pour la voiture au 2e tour à la suite d'un accident P99.
La P99 fut ensuite alignée au Grand Prix de Grande-Bretagne de 1961, sur le circuit d'Aintree, avec Fairman aux commandes, mais ce dernier dut céder le volant à Stirling Moss dont la Lotus 18 était victime d'ennuis mécaniques. Malheureusement, Moss fut disqualifié au tour 56 pour avoir reçu une assistance exterieure lors d'un passage au stand.
La P99 connut son moment de consécration en 1961 lors de sa dernière participation majeure à une course de Formule 1, l'International Gold Cup à Oulton Park, courue sous la pluie, avec Moss qui réussit à survoler tous ses concurrents et remporter la course.
En février 1963, après avoir reçu un bloc Climax de 2,5 L, la monoplace, pilotée par Graham Hill fut alignée au Grand Prix automobile d'Australie au circuit de Warwick Farm et au Lakeside International au circuit de Lakeside Park, où elle termina aux 6e et 2e positions respectivement. Elle acheva sa carrière dans les courses de côte en participant aux saisons 1964, 1965 et 1966 du championnat britannique de la discipline. Peter Westbury remporta à son volant le titre 1964.
La P99 servit plus tard de base pour la Ferguson-Novi P104 engagée en IndyCar. Bobby Unser participa à son volant en Indy 500, aux deux manches de 1964 et 1965, qui se soldèrent toutes les deux par des abandons.
En 1997, dans une interview au magazine britannique spécialisé Motor Sport, Stirling Moss désigna la P99 comme sa voiture préférée parmi toutes celles qu'il avait pilotées dans sa carrière. C'est un grand éloge de la part d'un champion qui a piloté des voitures comme la Mercedes W196, la Maserati 250F, la Vanwall et la Cooper T51.

## Résultats en championnat du monde de Formule 1
| Saison | Écurie            | Moteur                        | Pneus  | Pilotes                     | Courses | Courses | Courses | Courses | Courses | Courses | Courses | Courses | Points inscrits | Classement |
| Saison | Écurie            | Moteur                        | Pneus  | Pilotes                     | 1       | 2       | 3       | 4       | 5       | 6       | 7       | 8       | Points inscrits | Classement |
| ------ | ----------------- | ----------------------------- | ------ | --------------------------- | ------- | ------- | ------- | ------- | ------- | ------- | ------- | ------- | --------------- | ---------- |
| 1961   | Rob Walker Racing | Coventry Climax FPF 1 496 cm3 | Dunlop |                             | MON     | P-B     | BEL     | FRA     | GBR     | ALL     | ITA     | USA     | 0               | -          |
| 1961   | Rob Walker Racing | Coventry Climax FPF 1 496 cm3 | Dunlop | Jack Fairman/ Stirling Moss |         |         |         |         | Dsq     |         |         |         | 0               | -          |

Légende : ici 